# 十边形
在幾何學中，十邊形是指有十條邊和十個頂點的多邊形，其內角和為1440度。十邊形有很多種，其中對稱性最高的是正十邊形。其他的十邊形依照其類角的性質可以分成凸十邊形和非凸十邊形，其中凸十邊形代表所有內角角度皆小於180度。非凸十邊形可以在近一步分成凹十邊形和星形十邊形，其中星形十邊形表示邊自我相交的十邊形。

## 正十邊形
正十邊形是指所有邊等長、所有角等角的十邊形，由十條相同長度的邊和十個相同大小的角構成，是一種正多邊形。正十邊形的內角是{\displaystyle {\frac {4\pi }{5}}}弧度，換算成角度是144度。在施萊夫利符號中用 {10} 來表示。由於正十邊形可看作是截去所有頂點的正五邊形，即截角的正五邊形，因此施萊夫利符號中也可以計為 {\displaystyle t\left\{5\right\}}。

### 面積
若已知正十邊形的邊長a，則正十邊形的面積為：
{\displaystyle A={\frac {5}{2}}a^{2}\cot \left({\frac {\pi }{10}}\right)={\frac {5}{2}}a^{2}{\sqrt {5+2{\sqrt {5}}}}\simeq 7.694208843\,a^{2}}
若已知內切圓半徑或邊心距為r，則其面積為：
{\displaystyle A=10\tan \left({\frac {\pi }{10}}\right)r^{2}=5r^{2}{\sqrt {5-2{\sqrt {5}}}}\simeq 3.249196963\,r^{2}}
若已知外接圓半徑為R，其面積為：
{\displaystyle A={\frac {5}{2}}\sin \left({\frac {\pi }{5}}\right)R^{2}={\frac {5}{2}}R^{2}{\sqrt {\frac {5-{\sqrt {5}}}{2}}}\simeq 2.938926262\,r^{2}}
亦有另外一種算法：{\displaystyle A=2.5da}，其中d表示2個平行邊之間的距離。

### 構造
正十邊形是一個可作圖多邊形。尺規作圖可先在圓形內製作正五邊形，再將各邊二等分線延伸至圓周即可完成正十邊形的頂點。

## 正十邊形中的黃金比例
無論是在給定的外接圓或已知邊長要構造出正十邊形皆需要與黃金比例相關的線段才能作出。
- 在給定的外接圓構造正十邊形的過程中，其圓G的半徑GE3與線段AH的比為黃金比例

{\displaystyle {\frac {\overline {AM}}{\overline {MH}}}={\frac {\overline {AH}}{\overline {AM}}}={\frac {1+{\sqrt {5}}}{2}}=\Phi \approx 1.618}
- 在已知邊長構造正十邊形[6]的過程中，圓弧D半徑DA與線段E10F的比為黃金比例

{\displaystyle {\frac {\overline {E_{1}E_{10}}}{\overline {E_{1}F}}}={\frac {\overline {E_{10}F}}{\overline {E_{1}E_{10}}}}={\frac {R}{a}}={\frac {1+{\sqrt {5}}}{2}}=\Phi \approx 1.618{\text{.}}}

## 扭歪十邊形
| {5}#{ }                                                        | {5/2}#{ } | {5/3}#{ } |
| -------------------------------------------------------------- | --------- | --------- |
|                                                                |           |           |
| 正扭歪十邊形是反五角柱、反五角星柱和反交錯五角柱的鋸齒狀側面邊 |           |           |

五角反柱體的扭歪十邊形。

扭歪十邊形，又稱不共面十邊形，是指頂點並非完全共面的十邊形，或具有十條邊和十個頂點的扭歪多邊形。
| 正十二面體 | 正二十面體 | 截半二十面體 | 菱形三十面體 |

## 外部連結
- 埃里克·韦斯坦因. . MathWorld.
- Definition and properties of a decagon（页面存档备份，存于） With interactive animation